# هنری کرو
 هنری کرو (انگلیسی: Henry Crew؛ زاده ۴ ژوئن ۱۸۵۹ درگذشته ۱۷ فوریه ۱۹۵۳) یک فیزیک‌دان، و ستاره‌شناس بود.